# William Gibbs McAdoo
William Gibbs McAdoo Jr. (31 de outubro de 1863 - 1 de fevereiro de 1941) foi um advogado e estadista norte-americano. McAdoo foi um líder do movimento progressista e desempenhou um papel importante na administração de seu sogro, o presidente Woodrow Wilson. Membro do Partido Democrata, ele também representou a Califórnia no Senado dos Estados Unidos.

## Biografia
Nascido em Marietta, Geórgia, McAdoo mudou-se para Knoxville, Tennessee em sua juventude e se formou na Universidade do Tennessee. Ele estabeleceu um escritório de advocacia em Chattanooga, Tennessee, antes de se mudar para Nova York em 1892. Ele ganhou fama como presidente da Hudson and Manhattan Railroad Company e atuou como vice-presidente do Comitê Nacional Democrata. McAdoo trabalhou na bem-sucedida campanha presidencial de Wilson em 1912 e serviu como Secretário do Tesouro dos Estados Unidos de 1913 a 1918. Ele se casou com a filha de Wilson, Eleanor, em 1914. McAdoo presidiu o estabelecimento do Federal Reserve System e ajudou a evitar uma crise econômica após a eclosão da Primeira Guerra Mundial. Depois que os EUA entraram na guerra, McAdoo também atuou como Diretor Geral de Ferrovias. McAdoo deixou o gabinete de Wilson em 1919, co-fundando o escritório de advocacia McAdoo, Cotton & Franklin.
McAdoo buscou a indicação presidencial democrata na Convenção Nacional Democrata de 1920, mas foi contestado por seu sogro, o presidente Woodrow Wilson, que esperava ser indicado para um terceiro mandato. Em 1922, McAdoo deixou seu escritório de advocacia e mudou-se para a Califórnia. Ele buscou a indicação presidencial democrata novamente em 1924, mas a Convenção Nacional Democrata de 1924 nomeou John W. Davis. Ele foi eleito para o Senado em 1932, mas foi derrotado em sua tentativa de um segundo mandato. McAdoo morreu de ataque cardíaco em 1941 enquanto viajava da terceira posse de Franklin D. Roosevelt.